# Raphaël à la Farnesina avec la Fornarina
Raphaël à la Farnesina avec la Fornarina, est une peinture à l'huile sur toile réalisée en 1813 par Jean-Auguste-Dominique Ingres, en Italie. C'est la première de cinq versions de la peinture, exécutées entre 1813 et la mort du peintre en 1867. Elle est exposée au Salon de Paris de 1814. L'œuvre montre le plus grand artiste qui inspira Ingres, Raphaël, assis dans son atelier avec Margarita Luti, la plus célèbre de ses modèles, surnommée « La Fornarina », immortalisée par lui dans un célèbre portrait, que l'on peut entrevoir - à peine achevé - sur l'extrême droite de la composition. Posée sur un meuble adossé au mur du fond, se trouve une autre œuvre du maître italien, La Vierge à la chaise.
Le peintre fit de cette scène plusieurs versions, la plus ancienne localisée à Riga et datée de 1813, a été perdue lors de la Seconde Guerre mondiale en 1941, une deuxième version de 1814, se trouve au Fogg Art Museum de Cambridge (Massachusetts), deux autres versions se trouvent dans des collections privées, et une dernière fait partie des collections du Columbus Museum of Art.

## Contexte
Outre l'intérêt accru pour les maîtres de la Renaissance, vers la fin du XVIIIe siècle, les peintures représentant et glorifiant la vie d'artistes éminents et célèbres sont devenues populaires parmi la bourgeoisie et sont exposées au Salon de Paris. Ingres est devenu curieux des œuvres d'art et de la vie de Raphaël après avoir vu une réplique de La Vierge à la chaise dans l'atelier d'art toulousain de son professeur. Ayant remporté le Prix de Rome en 1801, une bourse qui lui offre l'opportunité d'étudier en Italie, il y fait directement l'expérience de l'œuvre raphaelesque. Pendant son séjour, Ingres envoie des œuvres à Paris pour les exposer, dont Raphael à la Farnesina avec la Fornarina.
Ingres a fait des recherches approfondies sur la vie de l'artiste de la Renaissance italienne, notamment à travers Les Vies des meilleurs peintres, sculpteurs et architectes de Giorgio Vasari publié en 1550 et 1568, et la Vita inedita di Raffaello da Urbino d'Angelo Comolli, publié à Rome en 1780, un ouvrage plus récent et plus accessible. Bien qu'il ait prévu de créer une série de peintures basées sur la vie du peintre d'Urbino, ayant établi toute une liste de sujets tirés de sa vie, il ne peint finalement que deux scènes : Raphaël à la Farnesina avec la Fornarina (et ses versions suivantes) et Raphaël et la Nièce du cardinal Bibbiena, ses premiers tableaux à sujet historique.

## Description
Le tableau montre Raphaël et sa maîtresse dans son atelier. La pose de sa maitresse est dynamique, énergique, gracieuse et vivante : elle serre l'artiste dans ses bras, tout en s’éloignant et prenant ses distances. La critique et historienne de l'art Rosalind Krauss interprète le regard séducteur de la Fornarina comme indiquant qu'elle n'a été embrassée qu'après avoir vu, apprécié et admiré son travail. Elle a un visage symétrique, porte un foulard en turban sur la tête, est vêtue d'une robe de velours vert et est parée de bijoux en or. Le turban est une coiffure typique que l'on retrouve dans les œuvres d'art de la haute Renaissance italienne. Sa peau et ses épaules nues, ainsi que sa robe drapée, soulignent l'attrait de son corps. Ingres utilise La Fornarina de Raphaël comme modèle pour la maîtresse. En arrière-plan, une vue du palais du Vatican montre notamment le Cortile di San Damasco, où Raphaël a peint ses célèbres fresques, plaçant l'artiste au cœur de Rome. Une autre des peintures de l'artiste, La Vierge à la chaise, apparaît en arrière-plan. Ingres utilise le propre autoportrait de Raphaël, conservé à la Galerie des Offices, comme modèle pour le peintre.

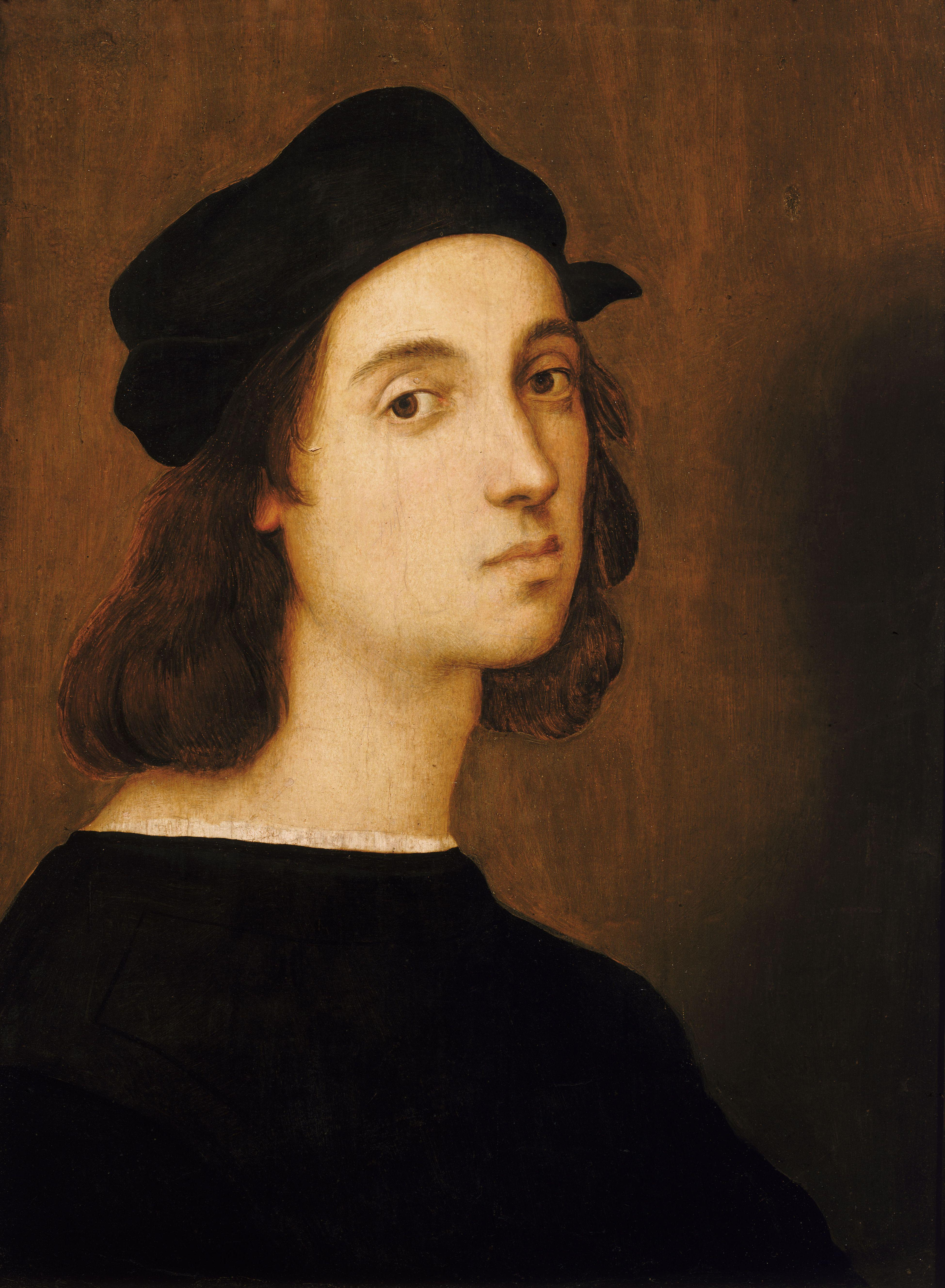
Raphaël, Autoportrait, vers 1506.
Raphaël, La Fornarina, 1518-1519.

## Analyse

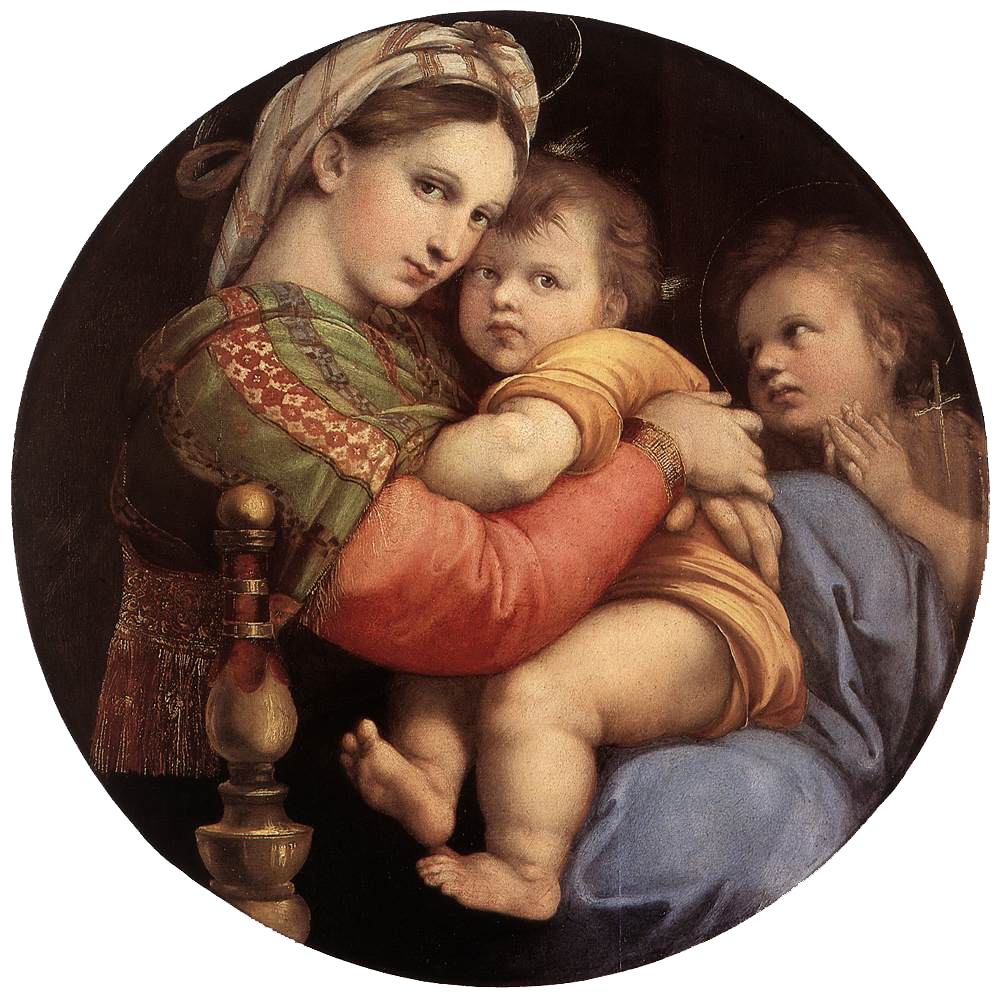
Raphaël, La Vierge à la chaise, 1513 - 1514.

Cette peinture est un exemple du Style troubadour : son sujet est une grande figure de la Renaissance et illustre une scène d'atelier détaillée et intime, en incorporant des colonnes, des carreaux colorés, des meubles (tels que le chevalet, le fauteuil et le tabouret), et en créant une grille linéaire,.
Le contraste entre la Fornarina en chair et en os et celle idéalisée dans la toile fraîchement peinte, posée sur le chevalet, est le thème central de ce tableau. Ingres se concentre sur les détails dans la création de l'œuvre. La Fornarina est physiquement présente dans la vie de Raphaël, mais elle est aussi vivante dans son portrait, vivant dans l'imaginaire du peintre. La ressemblance parfaite du portrait de la Fornarina démontre le talent artistique d'Ingres et de Raphaël.
La Fornarina ressemble non seulement à la Vierge Marie dans la peinture en arrière-plan de La Vierge à la chaise, mais aussi à la représentation d'Ingres de La Grande Odalisque à promiscuité. Le parallèle met en évidence un lien entre Raphaël et Ingres qui peignent tous les deux ce qu'ils désirent.

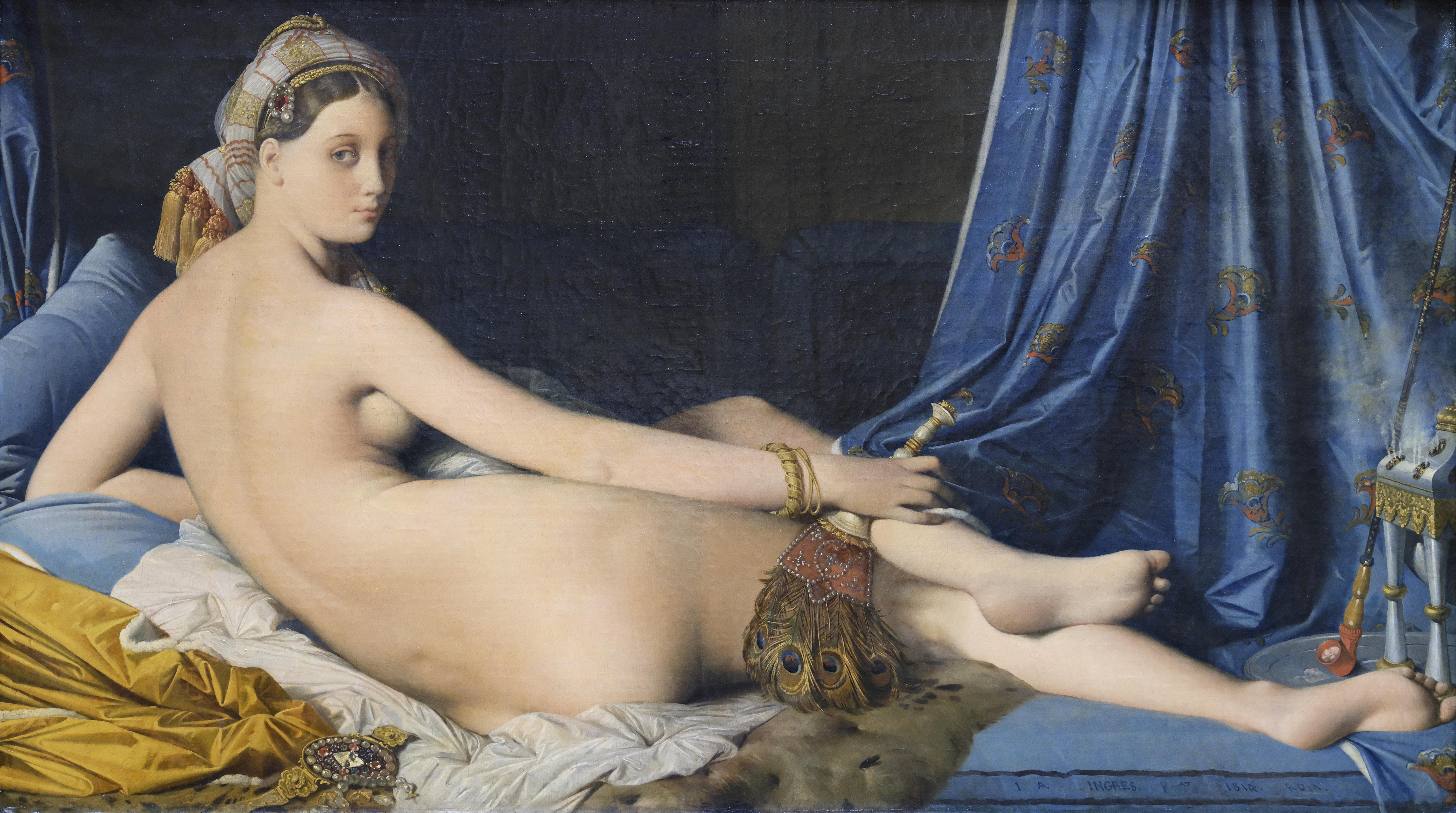
Ingres, La Grande Odalisque, 1814

Les traits du visage et les vêtements de la Fornarina dans les deux représentations ressemblent à ceux de La Vierge à la chaise, faisant apparaître la maîtresse comme une sainte. Dans la représentation apparaissant en arrière-plan, Ingres coupe intentionnellement l'image du Fils pour souligner la ressemblance entre la Vierge et la Fornarina. Dans La Vierge à la chaise de Raphaël, saint Jean est présent sur le côté droit, alors que dans la version d'Ingres, il n'est pas visible. La ressemblance est flagrante dans les traits et la pose :  l'étreinte entre la Fornarina et Raphaël, en particulier, est similaire à celle de la Vierge Marie tenant son fils. Il existe aussi une forte ressemblance entre l'illustration de la maîtresse et le tableau d'Ingres de La Grande Odalisque. L'historienne de l'art Wendy Leeks observe que « dans ces œuvres, la Vierge et l'Odalisque ne sont pas simplement sœurs, elles ne font qu'un. . . . Ces images semblent fusionner deux types différents de réponses émotionnelles - le désir sexuel de l'homme pour la femme et l'amour révérenciel du fils pour la mère. »
Raphaël est confronté à la décision de devoir choisir entre son amour pour sa maîtresse et sa vocation. Son étreinte reflète son affection et son désir pour elle, il embrasse sa maîtresse, mais au lieu de la regarder, son regard se dirige vers sa propre œuvre, le portrait de sa maîtresse ; son visage se détourne d'elle, de son désir, pour observer et admirer son propre travail, montrant ainsi son amour pour l'art. Ce contraste représente le conflit majeur du peintre entre qui il aime et ce qu'il aime. La maîtresse établit un contact visuel avec le spectateur et sa posture ; ses bras reposant sur ses épaules montrent à quel point elle est fière et satisfaite d'être la maîtresse du peintre et son inspiration. Le regard sensuel de la Fornarina sur le spectateur revendique son importance et sa place à la fois dans l'atelier et dans l'activité de l'artiste.
La Fornarina est une distraction et conduira à la chute de l'artiste, mais elle et son art sont interconnectés car elle représente le Beau et la beauté est ce qui l'inspire, lui et son œuvre.

## Sujet
Le tableau et ses futures versions sont basés sur les biographies de la vie de Raphaël de Giorgio Vasari, peintre et écrivain italien du XVIe siècle av. J.-C., et d'Angelo Comolli. Vasari fait plusieurs références à une maîtresse, mais on ne sait pas s'il fait référence à la même femme ou à plusieurs amantes. Bien que l'identité de la maîtresse soit restée incertaine, au XVIIIe siècle, elle a été nommée et identifiée comme la Fornarina, une petite boulangère, et au XIXe siècle, comme Margarita Luti, la fille d'un boulanger siennois,.
Bavaria, un ami proche de Raphaël, a déclaré que Raphaël avait peint un portrait époustouflant de sa maîtresse bien-aimée, La Fornarina, qu'il décrit comme : « pas moins que vivante ». En outre, Vasari mentionne l'appétit sexuel de Raphaël en racontant l'histoire de la façon dont Agostino Chigi, un ami cher, incite Raphaël, qui ne parvient pas à travailler hors de la présence de sa maitresse, à venir peindre dans une grande pièce de sa villa de la via della Lungara, (ultérieurement nommée Villa Farnesina), en faisant emménager sa maîtresse dans ses quartiers. Vasari rapporte encore que « Raphaël était amoureux et aimait les femmes, et était continuellement pressé à leur service. »

Selon Vasari et d'autres écrivains, la belle Fornarina figure la fin de Raphaël, l'attirant vers sa mort. Vasari a déclaré que : « Raphaël est mort d'épuisement dû à l'amour », tandis que d'autres biographes sont allés jusqu'à reprocher sa mort à sa maîtresse. Dans sa biographie de Raphaël de 1790, l'abbé Angelo Comolli écrit : 
Pauvre Raphaël ... poursuivant désespérément une passion ruineuse . . . Sa passion pour les belles femmes était toujours vivante et est devenue sa chute. En effet, je l'appellerais presque sa rage pour les femmes si Raphaël n'avait pas souvent déclaré qu'il n'était pas transporté par les femmes en tant que telles, mais par les belles, puisque c'est de leurs beaux visages qu'il tirait la beauté de son art ; mais la fin prouva autre chose, et ses jours s'achevèrent trop tôt pour avoir trop succombé à sa passion. Oh l'humiliation de celui-ci! Raphaël d'Urbino, le premier peintre de l'univers, le plus beau génie dans la fleur de son âge, le voilà abattu par une femme, et une telle femme ! 
 Les biographes du XIXe siècle, tels qu'Honoré de Balzac, ont façonné leurs récits de la maîtresse autour de leurs aspects moraux, en particulier celui du strict lien binaire madone-putain.

## Ingres et Raphaël

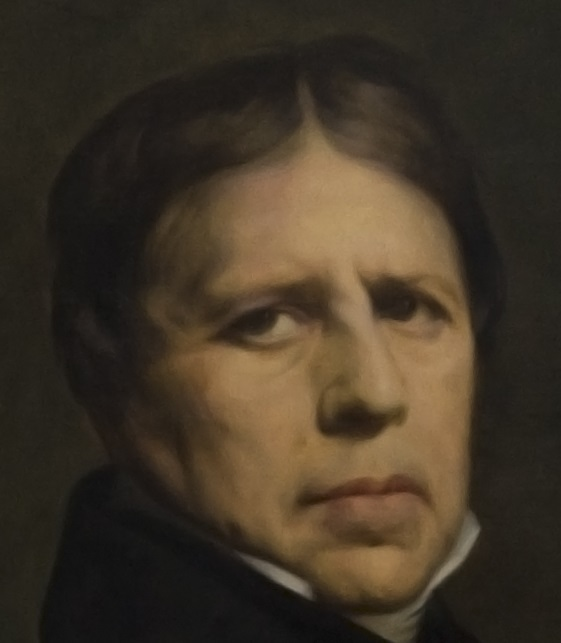
Ingres, Autoportrait à 78 ans, 1858.

En 1813, au moment de la réalisation du tableau, Ingres épouse Madeleine Chapelle, ce qui l'amène peut-être à se concentrer sur les relations de Raphaël avec les femmes. Henry Lapauze analyse et contraste les relations et les rencontres d'Ingres et de Raphaël avec les femmes dans Le Roman d'amour de M. Ingres : Raphaël était fiancé à la nièce du cardinal Médicis Bibbiena, considéré comme un adultère car il couchait avec une roturière. Ingres n'a eu que trois relations amoureuses et bien qu'il soit connu pour être entouré de femmes, il n'était pas un débauché, mais réputé pour être un gentleman chevaleresque. Dans une lettre à une femme, il écrit : « Je vivrai et mourrai le serviteur des femmes. » Raphaël avait 37 ans lorsqu'on dit qu'il est mort de débauche, la Fornarina étant censée être son vice fatal. Comme l'a écrit Marie Lathers, cette vision de la mort de Raphaël a été renforcée par Balzac : « Lorsque Balzac a réécrit l'histoire de Raphaël d'Urbino, il a fait mourir son protagoniste dans une étreinte lubrique, son râle obscurcissant les mots de désir que son larynx produirait.»  Les représentations de La Fornarina étaient souvent attribuées à Jules Romain, l'élève de Raphaël, afin de dissocier Raphaël des œuvres d'art déshonorantes, telles que les peintures de sa maîtresse. En revanche, Ingres est décédé à l'âge de 86 ans d'une pneumonie bilatérale, soi-disant après avoir été exposé à un vent froid dans le but d'aider sa femme. Ces différences façonnent les perceptions de la relation entre les peintres et leurs désirs.

## Versions

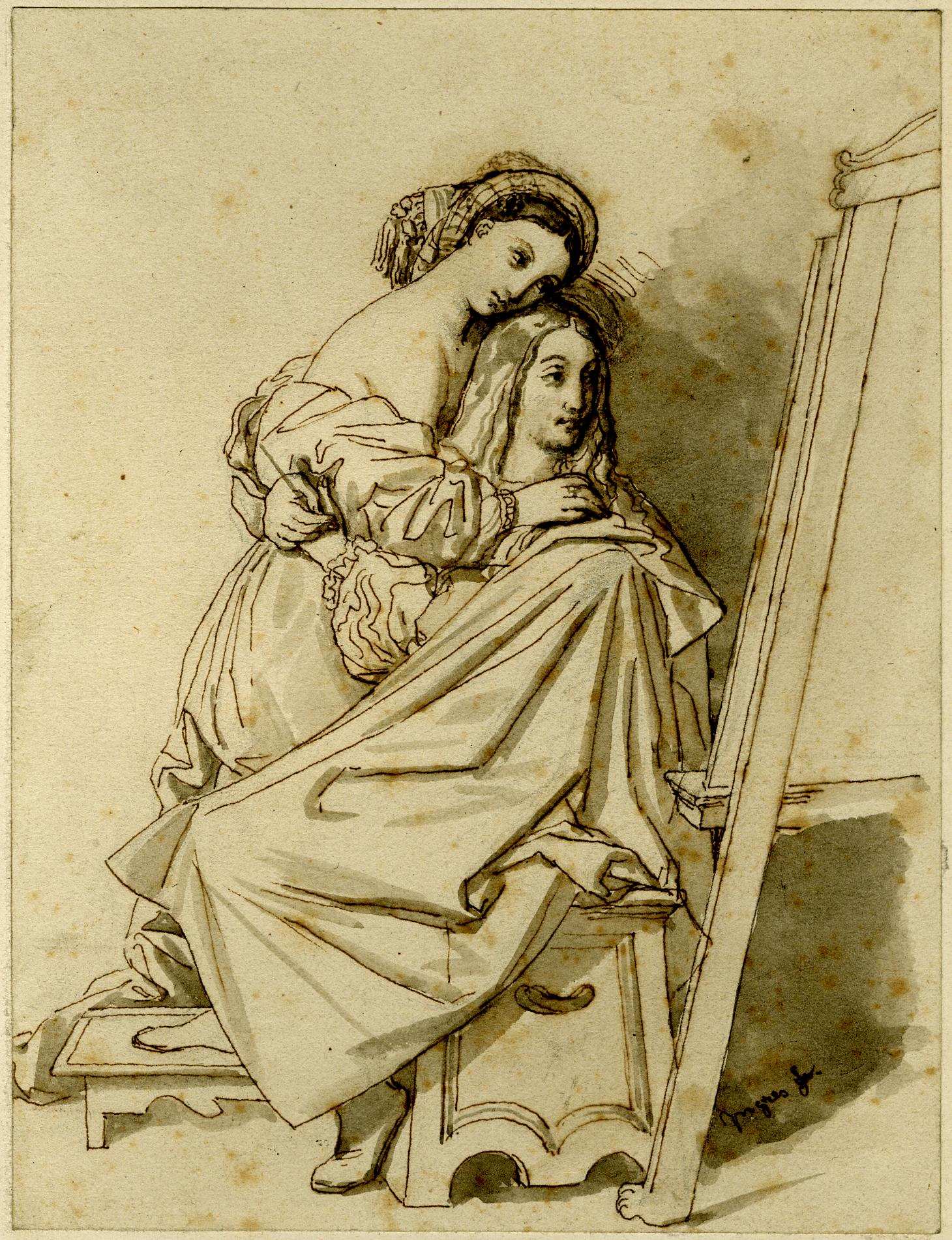
Carton de la composition conservée au British Museum.

Après la version 1813 de Raphael et La Fornarina, Ingres produit quatre versions supplémentaires en 1825, 1830, 1840 et 1860. Dans l'une d'elles, La Vierge à la chaise est remplacée par La Transfiguration (Raphaël) et Margherita Luti est plus penchée vers son amant. Il produit également un carton et quatre estampes illustrant les deux sujets.

Ingres explique sa décision en 1860 d'entreprendre une énième version à l'huile en disant : « Je reprends le tableau de Raphaël et La Fornarina, ma dernière édition de ce sujet, qui fera, je l'espère, oublier les autres. » Rosalind Krauss réfute la théorie selon laquelle Ingres a créé diverses versions de son œuvre dans « la poursuite de la perfection », mais plutôt que :
« Par ce mouvement de répétabilité, sa "perfection" a été violée d'avance. Car - et c'était précisément la pratique sinon l' "intention" d'Ingres - chaque répétition est toujours une recontextualisation du modèle - un changement d'échelle, de support, de site. Chaque répétition implique donc également un changement de sens. C'est un changement auquel le modèle lui-même a toujours, et par avance, été ouvert. La « vérité » du modèle, son absolu, son indivisible présence à soi, n'a jamais, théoriquement, été possible. » 
Au cours de sa vie, les intérêts d'Ingres se sont déplacés de la « réplique à l'huile » vers la technologie de la reproduction mécanique.

## Biographie
- Jennifer Abraham, « Frederic Leighton's 'Cimabue's Celebrated Madonna': A study in 19th-century representations of the Renaissance », The British Art Journal, vol. 6, no 3,‎ 2005, p. 59–71 (JSTOR 41614648).
- Sarah Betzer, « Artist as Lover: Rereading Ingres's Raphael and the Fornarina », Oxford Art Journal, vol. 38, no 3,‎ décembre 2015, p. 313–341 (DOI 10.1093/oxartj/kcv020).
- Peg Zeglin Brand, « The Role of Luck in Originality and Creativity », The Journal of Aesthetics and Art Criticism, vol. 73, no 1,‎ 2015, p. 31–55 (DOI 10.1111/jaac.12136, JSTOR 43283315)
- Petra ten-Doesschate Chu, Nineteenth-century European Art, Pearson Prentice Hall, 2012 (ISBN 978-0-205-70799-7).
- Mechthild Fend, Fleshing out surfaces: Skin in French art and medicine, 1650–1850, Manchester University Press, 2017, 237–273 p. (ISBN 978-1-5261-0467-0, JSTOR j.ctvnb7m8d.1), « Hermetic Borderline ».
- Rosalind E. Krauss, « You Irreplaceable You », Studies in the History of Art, vol. 20,‎ 1989, p. 151–159 (JSTOR 42620163).
- Marie Lathers, « 'Tué par un excès d'amour': Raphael, Balzac, Ingres », The French Review, vol. 71, no 4,‎ 1998, p. 550–564 (JSTOR 398850).
- Wendy Leeks, « Ingres Other-Wise », Oxford Art Journal, vol. 9, no 1,‎ 1986, p. 29–37 (DOI 10.1093/oxartj/9.1.29, JSTOR 1360370).
- Robert E. McVaugh, « Turner and Rome, Raphael and the Fornarina », Studies in Romanticism, vol. 26, no 3,‎ 1987, p. 365–398 (DOI 10.2307/25600666, JSTOR 25600666).
- Robert Rosenblum, Ingres, Harry N. Abrams, 1967 (OCLC 610393942).
- Robert Rosenblum, Ingres, Paris, Cercle d'Art, coll. « La Bibliothèque des Grands Peintres », 1986 (ISBN 9782702201923).
- Richard Shiff, « Representation, Copying, and the Technique of Originality », New Literary History, vol. 15, no 2,‎ 1984, p. 333–363 (DOI 10.2307/468860, JSTOR 468860).
- Leo Steinberg, « A Working Equation Or—Picasso in the Homestretch », The Print Collector's Newsletter, vol. 3, no 5,‎ 1972, p. 102–105 (JSTOR 44129471).
- Gennaro Toscano, « Ingres, peintre d'histoire. Deux tableaux pour Caroline Murat », dans Mathieu Deldicque et Nicole Garnier-Pelle, Ingres. L'artiste et ses princes, In Fine éditions d'art, château de Chantilly, 2023 (ISBN 978-2-38203-119-3).
- (en) Stephan Wolohojian, A Private Passion : Nineteenth-Century Paintings and Drawings from the Grenville L. Winthrop Collection, Harvard University, Metropolitan Museum of Art, 2003 (ISBN 978-1-58839-076-9).